# Du Yuming
Du Yuming (chinês: 杜聿明, pinyin: Dù Yùmíng, Wade–Giles: Tu Yü-ming; 28 de novembro de 1904 - 7 de maio de 1981), foi um comandante de campo do Kuomintang. Ele se formou na primeira turma da Academia de Whampoa, participou da Expedição do Norte de Chiang Kai-shek e atuou no sul da China e no teatro da Birmânia na Guerra Sino-Japonesa. Depois que os japoneses se renderam em 1945, ele foi um importante comandante na Guerra Civil Chinesa.
De 1945 a 1947, Du comandou as forças nacionalistas no nordeste da China e venceu várias batalhas importantes contra as forças comunistas lá, incluindo derrotar o general comunista Lin Biao duas vezes em Siping. Apesar de seus sucessos, Chiang o dispensou do comando em 1947, após o que as forças comunistas rapidamente assumiram o controle da região.
Du foi capturado mais tarde na guerra civil e passou uma década como prisioneiro de guerra. Ele foi libertado em 1959 e recebeu um cargo no governo comunista.

## Início da carreira militar

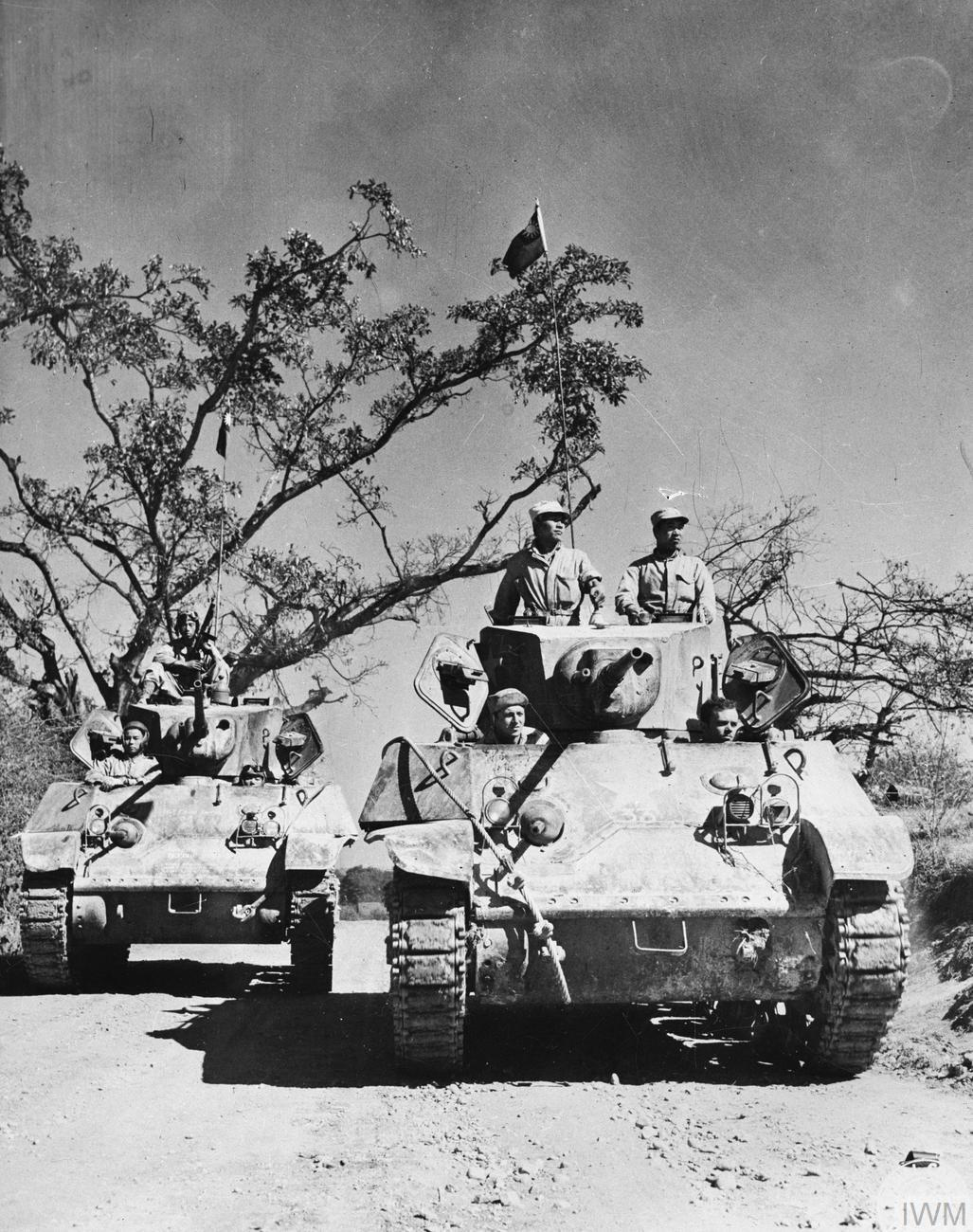
Tanques chineses M3 Stuart na Birmânia entre fevereiro de 1944 e agosto de 1945.

Um protegido de confiança de Chiang Kai-shek, Du formou-se na primeira turma de cadetes da Academia Militar de Whampoa. Durante a Segunda Guerra Sino-Japonesa, ele foi o criador e primeiro comandante da 200ª Divisão, a primeira divisão mecanizada da China, e mais tarde comandou o 5º Exército do KMT na Primeira Campanha de Changsha e na Batalha do Sul de Guangxi.
Durante a Segunda Guerra Mundial, ele comandou o mesmo 5º Exército do Exército Central Nacionalista da Força Expedicionária Chinesa na Birmânia na Batalha da Estrada de Yunnan-Birmânia de meados de março ao início de junho de 1942, durante a Campanha da Birmânia sob o comando do Tenente-General Joseph Stilwell. Quando o Exército Britânico entrou em colapso e abandonou a Birmânia sob pressão japonesa, Du foi forçado a ordenar uma retirada planejada às pressas que resultou na perda de 50.000 soldados chineses. Du voltou para a China, apesar do conselho do General Sun Li-Jen de que, como a rota de volta para a China era perigosa, ele deveria recuar com os britânicos para a Índia. A maioria dos homens que seguiram Du morreram na selva birmanesa de doenças tropicais e fome ou foram mortos pelas forças do Eixo, enquanto o exército de Sun recuava de maneira ordenada para a Índia. Por estar agindo sob as ordens de Chiang Kai-shek quando se retirou para a China, ele não foi punido pelo resultado da campanha.

## Guerra Civil Chinesa
Após a guerra, Du ajudou a fortalecer a posição nacionalista no sudoeste ao remover Long Yun, o senhor da guerra local de Yunnan, em outubro de 1945. Du foi então transferido para o Teatro Nordeste para consolidar o controle do Kuomintang. Depois que a guerra civil recomeçou em 1945, Du conseguiu várias vitórias.

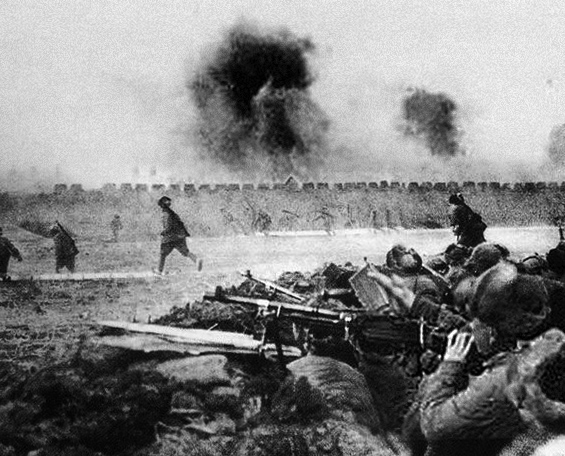
Soldados comunistas atacam em direção às muralhas da cidade de Jinzhou sob a cobertura de pesado fogo de artilharia, 1948.

Em novembro de 1945, ele retomou posições estratégicas em torno de Shanhaiguan das forças comunistas. Mais tarde, em 22 de novembro, ele retomou a cidade estratégica de Jinzhou, o que obrigou as forças comunistas a abandonarem temporariamente qualquer tentativa de tomar as principais cidades da região e a concordarem com um cessar-fogo temporário. A luta recomeçou em abril de 1946 e, em maio, Du derrotou Lin Biao na Batalha de Siping. Após a retirada comunista, ele os perseguiu, capturando Gongzhuling em 21 de maio e Changchun em 23 de maio. Seu avanço acabou sendo interrompido na margem sul do rio Songhua devido a preocupações com estender demais de suas forças. A vitória de Du em Siping levou a um cessar-fogo geral em toda a China mediado pelo General George Marshall, durante o qual Du consolidou suas linhas de comunicação e abastecimento.
O cessar-fogo foi mantido no nordeste da China até janeiro de 1947, quando Du liderou a maioria de suas forças para atacar as forças comunistas na fronteira coreana em janeiro de 1947. Quando Du liderou suas forças para o sul, Lin Biao ordenou que 20.000 de seus soldados cruzassem o rio Songjiang, onde realizaram ataques de guerrilha, emboscaram forças de socorro, atacaram guarnições isoladas e evitaram confrontos decisivos com exércitos fortes e bem preparados que Du havia enviado para contra-atacá-los. Enquanto os comunistas faziam isso, eles saqueavam grandes quantidades de suprimentos e destruíam a infraestrutura dos territórios controlados pelo KMT pelos quais passavam, incluindo pontes, ferrovias, fortificações, linhas elétricas e barcos. Quando Du enviou forças para o norte, as forças comunistas no sul avançaram e sitiaram as forças de Du em Tonghua. Quando Du enviou suas forças de volta ao sul para atacar o quartel-general comunista em Linjiang, eles caíram em uma emboscada e foram destruídos. Quando Du solicitou reforços a Chiang Kai-shek, seu pedido foi rejeitado.
Após a derrota de suas forças no verão de 1947, Du reorganizou suas forças em seis divisões e se concentrou na defesa de Changchun, Jilin, Siping (que já estava sob cerco) e Liaoning Ocidental, o que era necessário para manter a comunicação com Beiping e Nanquim. Ao focar na defesa, ele efetivamente adotou uma posição reativa e perdeu a iniciativa da campanha.
Em 11 de junho, as forças de Lin retornaram a Siping e começaram a enfrentá-la e sitiá-la. O comandante de Du no cerco de Siping foi Chen Mingren, que comandou 29.000 soldados. Antes que as forças de Lin chegassem, Chen conseguiu entrincheirar suas forças em posições fortes, e as primeiras ondas de atacantes comunistas sofreram pesadas baixas. Os defensores em Siping também se beneficiaram de um apoio aéreo eficaz. Os comunistas conseguiram invadir a cidade duas vezes, mas foram rechaçados nas duas vezes com pesadas baixas. Em meados de junho, os atacantes começaram a sofrer de atrito e exaustão e, em 24 de junho, começaram a chegar reforços nacionalistas de Hebei e das guarnições de Du em outras áreas. Em 1º de julho, o cerco foi rompido e os atacantes receberam ordens de recuar ao norte do rio Songjiang.

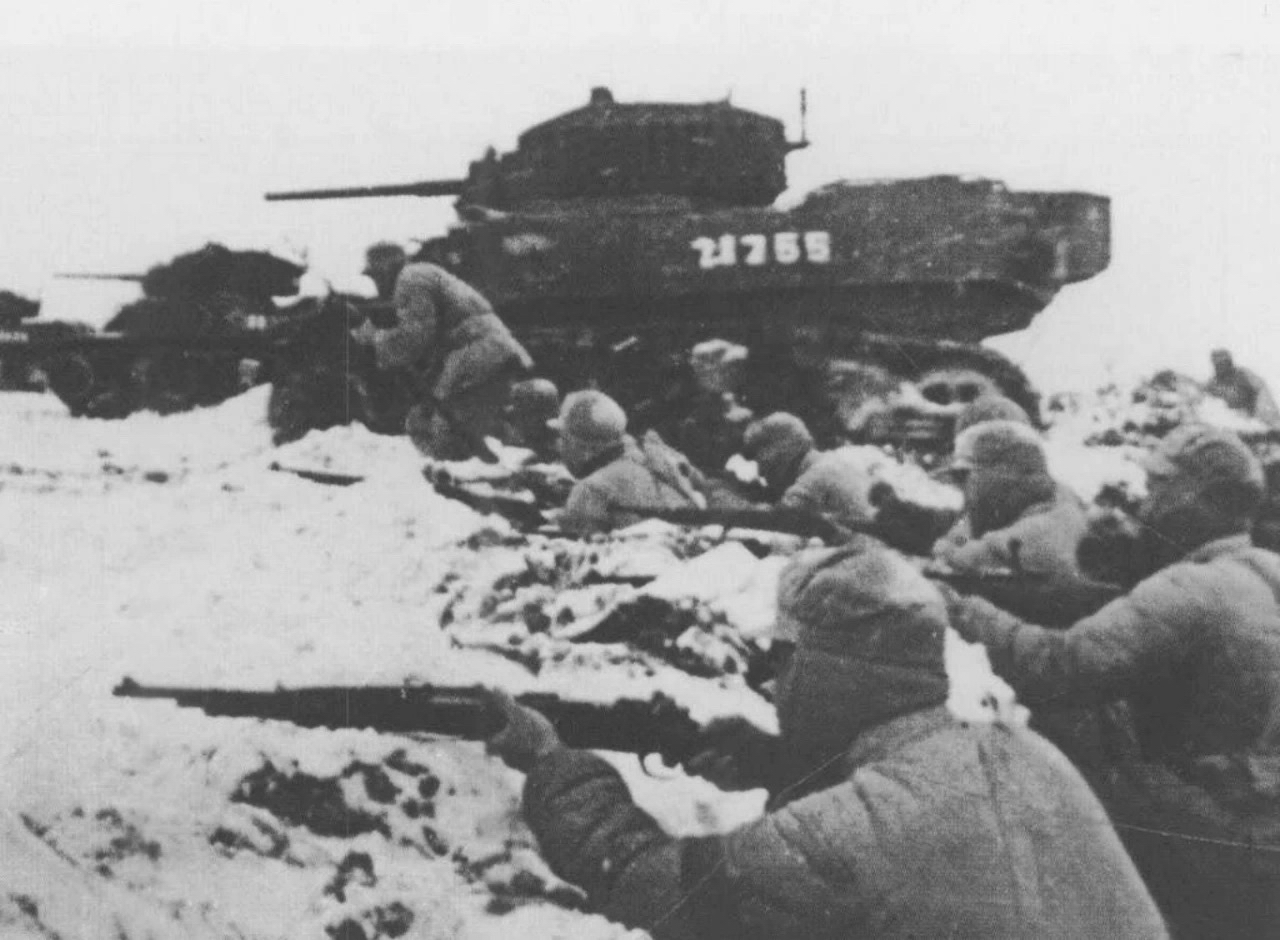
Linha de fogo comunista, apoiada por tanques M5 Stuart capturados, enfrentando as tropas nacionalistas durante a Batalha de Huaihai, 1949.

Os comunistas sofreram entre 13.000 e 40.000 baixas (dependendo da fonte), enquanto a guarnição nacionalista em Siping foi reduzida a pouco mais de 3.000 homens. Fontes nacionalistas também relataram que capturaram 94.000 soldados inimigos e que 143.000 homens do exército de Lin desertaram. Fontes comunistas confirmam taxas ligeiramente mais baixas de deserção, com algumas divisões relatando uma taxa de deserção de mais de 20%. Chiang Kai-shek interpretou a batalha como uma vitória decisiva, mas chamou Du de volta do nordeste e o substituiu por Chen Cheng, que era um dos generais favoritos de Chiang. Após a vitória de Du em Siping, Chiang pode ter enviado Chen para o nordeste para que Chen desse o que Chiang acreditava ser o "golpe final" contra Lin. Pouco depois de Du ser reconvocado, Lin Biao derrotou Chen, assumindo o controle da Manchúria em 1948.
Quando a situação militar em Xuzhou ficou séria, ele foi extraído do nordeste da China e levado para Xuzhou como vice-comandante do Quartel-General de Supressão de Bandidos de Xuzhou para resgatar o Grupo de Exércitos de Huang Baitao. Ele foi incapaz de fazê-lo e ele próprio foi sitiado enquanto tentava fugir para o Yangtzé. Após 66 dias de intenso combate, ele foi finalmente derrotado e as forças de Chiang ao norte do rio Huai foram completamente aniquiladas.

## Captura e exoneração
Após a Batalha de Huaihai, Du foi feito prisioneiro e posteriormente mantido na prisão de reeducação de Gongdelin em Pequim até 1959 como um criminoso de guerra. Em 1959, o presidente Mao Tsé-tung o perdoou e libertou junto com Wang Yaowu, Song Xilian e vários outros ex-generais do Exército Nacionalista. Ele recebeu um cargo no governo como historiador oficial e morreu em 1981.